# Matko Čikeš
Matko Čikeš (Žeževica, 10. rujna 1936. – Lausanne (Švicarska), 8. prosinca 2023.), hrvatski internist i onkolog.

## Životopis
Medicinu je diplomirao u Zagrebu 1961. godine. u Zagrebu. Specijalizirao internu medicinu 1969. u Baselu. Posvetio se onkologiji. Radio u Švedskoj u Stockholmu na sveučilišnoj bolnici Karolinska gdje je od 1969. do 1973. proučavao imunologiju karcinoma. Nakon toga vodio je Kancerološki institut u Lausanni. Čikešev doprinos je na području virusne etiologije raka, o čemu je napisao poglavlje u knjizi Origins of Human Cancer J. D. Watsona i razumijevanju hormonske patogeneze malignih tumora. Gost profesor Medicinskog fakulteta u Zagrebu. Proizvođači medicinske opreme standardizirali su i prihvatili Čikeševu metodu određivanja kreatinina u krvi. Čikešev prinos razumijevanju patogeneze malignih tumora je hipoteza koju je znanost poslije prihvatila, da je odlučujuće zbivanje u malignoj transformaciji stanice abnormalna ekspresija hormonskih receptora, pa je primjena tih spoznaja rezultirala endokrinim liječenjem nekih vrsta tumora.
Dopisni je član Razreda za medicinske znanosti HAZU od 16. svibnja 2002. Godine 1987. osnovao i poslije vodio Medicinski centar i institut za rak (Medical Centre and Cancer Institute, tj. Swiss Institute for Experimental Cancer Research) u Lausanni.

## Vanjske poveznice
- Matko Čikeš: 21 Papers from 1967 - 1984 | Sciencescape  Arhivirana inačica izvorne stranice od 19. travnja 2015. (Wayback Machine)
- M. Cikes, G. Klein. Effects of Inhibitors of Protein and Nucleic Acid Synthesis on the Expression of H-2 and Moloney Leukemia Virus-Determined Cell-Surface Antigens on Cultured Murine Lymphoma Cells,  Journal of the National Cancer Institute (03/1972) 48 (2): 509-15